# Grammoechus cribripennis
Grammoechus cribripennis là một loài bọ cánh cứng trong họ Cerambycidae.